# Шиповник Давида
Шиповник Давида, или Роза Давида (лат. Rosa davidii) — вид растений, относящийся к роду Шиповник (Rosa) семейства Розовые (Rosaceae).

## Ботаническое описание

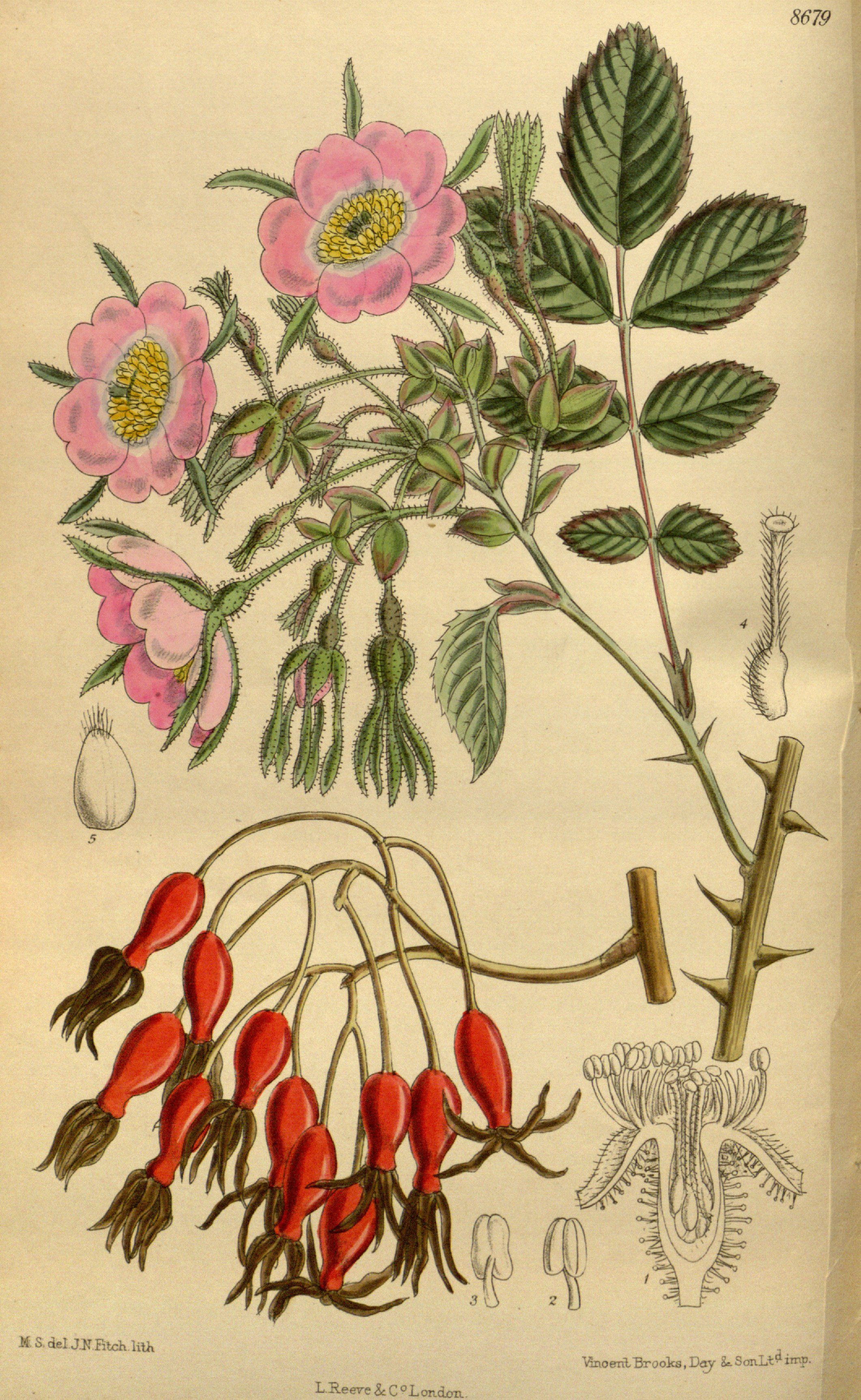

Прямостоячий кустарник высотой от 1,5 до 4 метров. Ветви раскидистые, тонкие, голые; шипы редкие или рассеянные, прямые или слегка изогнутые, плоские, постепенно сужающиеся к широкому основанию. Узкие непарноперистые листья длиной от 7 до 14 сантиметров, включая черешок, обычно состоят из семи или девяти — редко пяти или одиннадцати — листочков.
Цветёт один раз в год и позднее, чем большинство кустарниковых видов. В рыхлых зонтиковидных соцветиях от четырёх до двенадцати цветков. Гермафродитные, слегка сладковатые цветки радиально-симметричные, диаметром от 2 до 4 сантиметров, с пятью лепестками и двойным околоцветником. Пять свободных чашелистиков похожи на листья. Пять свободных лепестков розового цвета, часто со «светлым пятном». Имеется множество «золотых» тычинок. Плоды красные, созревают осенью, свисают с ветвей, имеют бутылочную форму длиной 1,8-2,5 см и диаметром 1-1,5 см. Верхушечные чашелистики всё ещё прикреплены к плоду.

## Распространение
Произрастает на высоте от 1600 до 3000 метров над уровнем моря в центральных и западных китайских провинциях Ганьсу, Нинся, Шэньси, Сычуань, Юньнань и в юго-восточном Тибете.

## Систематика
Впервые экземпляры этого вида были собраны миссионером и ботаником Арманом Давидом. Первое научное описание вида было сделано в 1874 году Франсуа Крепеном.
Известно несколько форм шиповника Давида, хотя по современной классификации они в качестве самостоятельных не выделяются:
- Rosa davidii Crép. var. davidii
- Rosa davidii var. elongata Rehder & E.H.Wilson
- Rosa davidii var. pungens Focke
- Rosa davidii var. subinermis Focke